# Serica pavonia
Serica pavonia är en skalbaggsart som beskrevs av Dawson 1932. Serica pavonia ingår i släktet Serica och familjen Melolonthidae. Inga underarter finns listade i Catalogue of Life.